# Madalena Hanosike
Madalena Ndafoluma Hanosike é uma política angolana. Filiada ao Movimento Popular de Libertação de Angola (MPLA), é deputada de Angola pela província de Cunene desde 28 de setembro de 2017.
Hanosike é professora por profissão, tendo trabalhado em uma escola primária. Também trabalhou na Organização da Mulher Angolana (OMA), sendo sua secretária provincial e secretária para promoção e desenvolvimento da mulher.